# COLOR (寺岡呼人のアルバム)
『COLOR』（カラー）は、日本のシンガーソングライター・寺岡呼人の12枚目のオリジナルアルバム。2016年8月3日にSPACE SHOWER MUSICより発売された。

## 概要
通常盤のみの1形態で発売。前作『Baton』以来約2年ぶりとなるオリジナルアルバム。アートディレクターは信藤三雄。前作、前々作までと異なり、ほとんど寺岡呼人単独で作詞・作曲・編曲が行われている。
ボーナストラックとしてMr.Childrenの桜井和寿との共作曲「バトン」をフィーチャリングし、寺岡とのデュアルボーカルバージョンを収録している。
2016年7月5日と8月2日に行われた音楽イベント『寺岡呼人presents Golden Circle 第20回記念スペシャル ～僕と桜井和寿のメロディー～』では、本作のダイジェスト（「キャッチボール」「COLOR」「もったいない」「蜜蜂」「ライフイズビューティフル」「バトン feat. 桜井和寿」各30秒前後ずつ）とベスト・アルバム『COLOR OF LIFE』（「スーパースター」「競争る為にだけ生まれてきた訳じゃねぇ」「スマイル」「オリオン座」「夜曲」「潮騒」「マチルダ」「バトン」「これが僕の愉快なヒューマンライフ」「ハローグッバイ」）が収録された『SPECIAL SAMPLER CD』が配布された。

## 収録曲
- 全作詞・作曲・編曲：寺岡呼人（#11除く） / プロデュース：寺岡呼人

1. キャッチボール [4:54]
ライブ会場限定シングル。
2. COLOR [5:02]
ミュージック・ビデオが制作された。監督は高木聡で、2016年7月5日に日本武道館で行われたイベント『寺岡呼人presents Golden Circle 第20回記念スペシャル ～僕と桜井和寿のメロディー～』の映像が使用されている。
3. 秘密戦隊☆ゴジュウレンジャー [4:20]
コーラスにはなわが参加している。
4. もったいない [4:53]
Mr.Childrenの楽曲「あんまり覚えてないや」のアンサーソングとして書かれた曲。
5. 蜜蜂 [5:19]
ドラムはMr.Childrenの鈴木英哉が演奏している。
6. カンフーボーイ [4:52]
7. 最初の男 [4:20]
8. 檸檬 [5:56]
同じくドラムは鈴木が演奏している。
9. ブランコ [4:54]
同じくドラムは鈴木が演奏している。
10. ライフイズビューティフル [5:11]
株式会社ロマンライフ社歌。
11. バトン feat. 桜井和寿 (Bonus Track) [6:04]
  - 作詞：桜井和寿・寺岡呼人 / 作曲・編曲：寺岡呼人

2014年にリリースされた曲のデュアルボーカルバージョン。

## 参加ミュージシャン
- 寺岡呼人：Vocal (#1 - #11), Bass (#1 - #5, #7 - #9, #11), Electric Guitar (#1 - #4, #7, #8), Acoustic Guitar (#2, #4, #5, #8 - #11), Piano (#1, #4), Keyboards (#1 - #4, #8 - #10), Chorus (#1 - #11)
- 桜井和寿 (Mr.Children)：Vocal (#11)
- 山崎晃平 (Goodbye holiday)：Drums (#1)
- 河村智康：Drums (#2, #4)
- 林久悦：Drums (#3, #7, #10), Chorus (#3, #10)
- 鈴木英哉 (Mr.Children)：Drums (#5, #8, #9, #11)
- 沼澤尚：Drums (#6)
- 松原秀樹：Bass (#6)
- 林由恭：Bass (#10), Chorus (#3, #10)
- 佐藤健治：Electric Guitar Solo (#1), Electric Guitar (#10)
- 大渡亮 (Do As Infinity)：Electric Guitar Solo (#3, #7)
- 石成正人：Electric Guitar (#4, #6)
- 古川昌義：Electric Guitar (#5, #6)
- 小幡浩司：Electric Guitar (#8, #9)
- 鈴木 "Daichi" 秀行：Electric Guitar (#11), Piano (#11), Keyboards (#11)
- 磯貝サイモン：Electric Guitar (#11), Piano (#2, #9) Keyboards (#7, #9), Chorus (#3, #7)
- 鈴木秋則：Keyboards (#3)
- 森俊之：Piano (#5, #6), Keyboards (#6), Mini moog (#5)
- K：Piano (#10)
- 高田漣：Banjo & pedal steel guitar (#2)
- 三沢またろう：Percussion (#5, #6)
- はなわ：Chorus (#3)
- 中村未来：Chorus (#3)